# 부천우편집중국

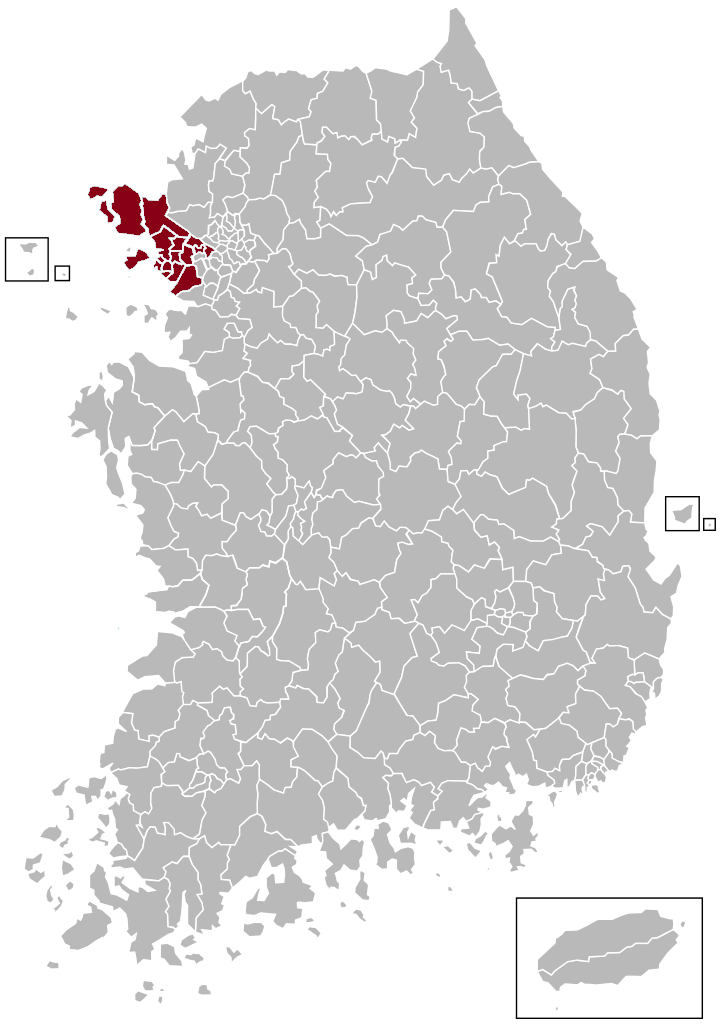
부천우편집중국의 관할구역

부천우편집중국(富川郵便集中局)은 대한민국 우정사업본부 경인지방우정청 소속의 우편집중국이다.
2001년 6월 11일에 개국했으며, 경기도 부천시 오정구 오정동에 있다. 우편집중국 옆에는 자일대우버스의 본사가 있다.

## 관할구역
- 서울특별시(영등포구, 강서구, 양천구), 인천광역시, 김포시, 부천시, 시흥시

## 조직
- 지원기술과
  - 우편기계계
  - 동력청사계
  - 지원팀
- 업무과
  - 물류총괄계
  - 소형통상계
  - 대형통상계
  - 특수계
  - 발착계
- 영업과
  - 접수팀
  - 마케팅팀
  - 계약등기팀